# Wangen-Brüttisellen
Wangen-Brüttisellen est une commune suisse du canton de Zurich, située dans le district d'Uster.

Photo aérienne prise à 1000 m par Walter Mittelholzer (1919).